# Alcis circumplexa
Alcis circumplexa är en fjärilsart som beskrevs av Louis Beethoven Prout 1935. Alcis circumplexa ingår i släktet Alcis och familjen mätare. Inga underarter finns listade i Catalogue of Life.